# Eva Puck
Eva Puck (née le 25 novembre 1892 à New York et morte le 24 octobre 1979 à Los Angeles) est une actrice américaine connue pour avoir joué dans plusieurs films et pièces de Broadway.

## Biographie
Née à New York, Eva Puck est la deuxième des trois enfants élevés par Abraham et Lena (née Salmon) Puck,.
Dès 1899, avec son frère aîné, elle joue dans un vaudeville de type Song and dance (en). Les deux enfants sont connus sous le nom de Two Little Pucks,,.

## Comédie musicale
- 1927 : Show Boat, mise en scène de Zeke Colvan et Oscar Hammerstein II - Ellie May Chipley